# Dudenhofen (Verbandsgemeinde)
Dudenhofen est une Verbandsgemeinde (collectivité territoriale) de l'arrondissement de Rhin-Palatinat dans la Rhénanie-Palatinat en Allemagne. Le siège de cette Verbandsgemeinde est dans la commune de Dudenhofen.
La Verbandsgemeinde de Dudenhofen consiste en cette liste d'Ortsgemeinden (municipalités locales) :

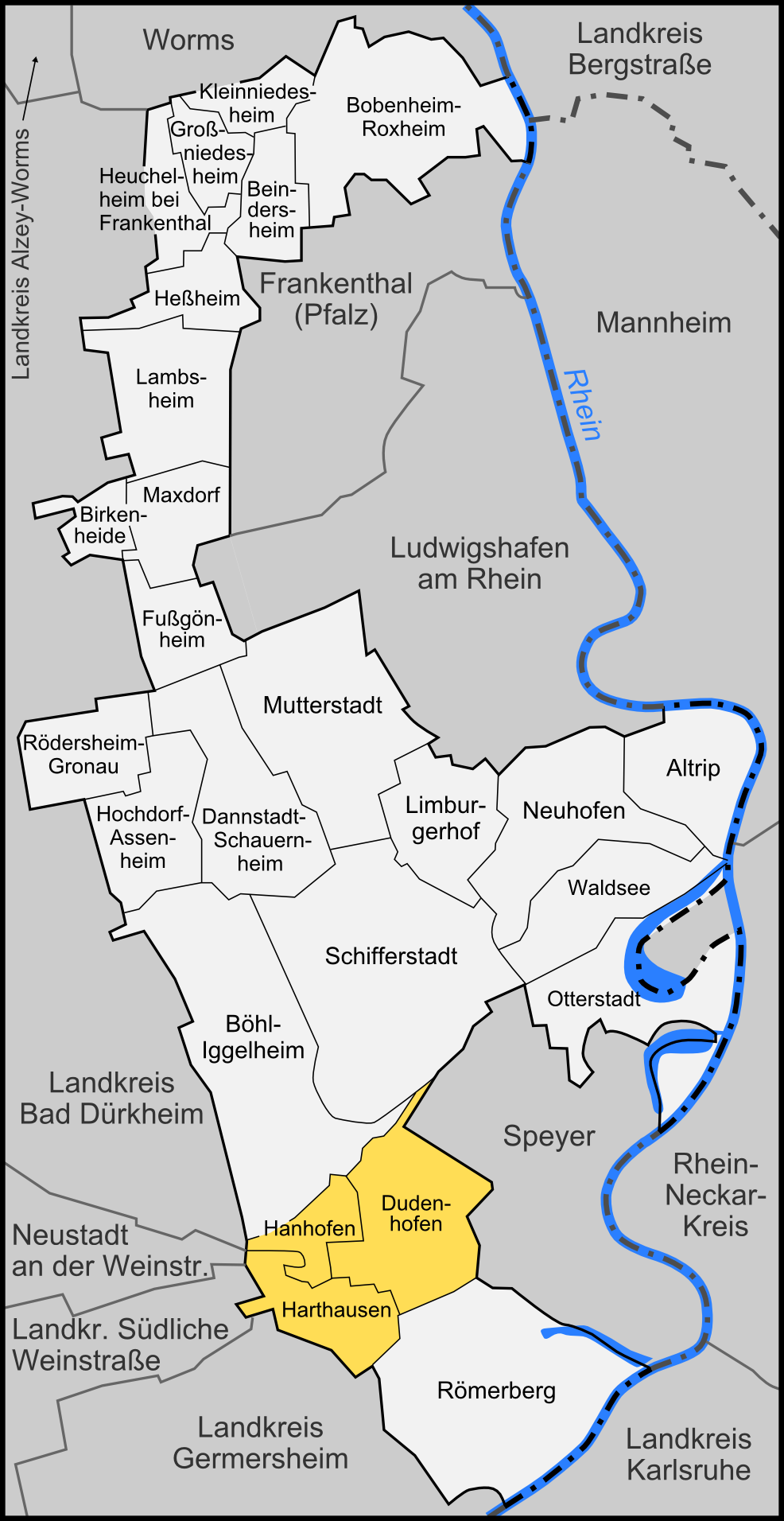
Localisation de la Verbandsgemeinde de Dudenhofen dans l'arrondissement de Rhin-Palatinat

1. Dudenhofen
2. Hanhofen
3. Harthausen